# Sanke
Sanke ili saonice su sportski rekvizit ili prevozno sredstvo namenjeno za kretanje po zaleđenoj ili snegom pokrivenoj površini. Sanke su tipično zimsko prevozno sredstvo, koje može biti pokretano na razne načine, od toga da ih neko vuče, pomoću motora ili se koriste samo za spuštanje niz padine iz sportsko-rekreacijskih razloga.
Neki dizajnovi se koriste za prevoz putnika ili tereta po relativno ravnom terenu. Drugi su dizajnirani da idu nizbrdo radi rekreacije, posebno dece, ili takmičenja. (Uporedite skijaško trčanje sa njegovim srodnikom za spust.) Nijanse značenja koje razlikuju ova tri termina često odražavaju regionalne varijacije u zavisnosti od istorijske upotrebe i preovlađujuće klime.
U britanskom engleskom, sledge su opšti termin i češći od reči sled. Tobogan se ponekad koristi kao sinonim za sanke, ali češće se odnosi na određenu vrstu sankanja bez klizača. Saonice se odnose na vozilo umerene do velike veličine, obično otvorenog krova za prevoz putnika ili robe, koje obično vuku konji, psi ili irvasi.
U Australiji, gde su zalihe snega ograničene, nazivima sanke i saonice se daje jednaka prednost u lokalnom govoru.

## Istorija i karakteristike
Sanke imaju vrlo jednostavnu konstrukciju, to su zapravo dve uzdužne letve (spojene poprečnim letvama) pa im za kretanje nisu neophodni točkovi. One su veoma star izum, i moguće je da su one bile jedno od prvih prevoznih sredstva koje su poznavali ljudi. Njih su poznavali još Asirci i Egipćani, što je prikazano na njihovim reljefima, na kojima su prikazane neke vrste sanki (zapravo nosila), kojima se vuku ogromne statue.
Izum točka i osovine izbacio je sanke iz upotrebe iz svih zemalja sveta, osim onih sa dugim zimama u kojima su se sanke zadržale kao praktično vozilo, koje kliza po putu.
Sanke mogu vući razne životinje, a danas su to najčešće konji i psi Aljaska i Kanada su poznate po trkama psećih sanki, mada njih sve više izbacuju iz upotrebe sanke sa motorom. Ruska trojke su poznate sanke koje su vukli konji.
Danas postoje razni tipovi sanki, napravljenih od drveta, metala ili plastike. One su manje više povezane sa sportom ili rekreacijom i služe gotovo isključivo za spuštanje niz padine, od napoznatijeg boba do sanki za jednu osobu, koje služe za naticanja.

## Etimologija
Engleska reč sled dolazi od srednjeengleske reči sledde, koja sama po sebi vodi poreklo od srednjoholandske reči slēde, što znači 'klizanje' ili 'klizač'. Ista reč ima zajedničko poreklo sa sleigh i sledge. Reč sanke je, s druge strane, anglizovana forma moderne holandske reči slee, a u engleski su je uveli holandski imigranti u Severnu Ameriku.

## Operacija
Sanke su posebno korisne zimi, ali se takođe mogu vući preko mokrih polja, blatnjavih puteva, pa čak i tvrdog tla ako im se pomogne tako što podmažu sečiva („podmazuju klizaljke“) uljem ili se navlaže vodom. Za objašnjenje zašto sanke i drugi predmeti klize uz različite stepene trenja u rasponu od vrlo malog do prilično malog trenja na ledu, ledenom snegu, mokrom snegu i suvom snegu, pogledajte relevantne odeljke u člancima o ledu i klizanju. Tradicionalno objašnjenje o pritisku saonica na sneg ili led koji stvara tanak sloj vode i koji omogućava saonicama da se kreću po ledu sa malim trenjem je nedovoljno.

## Moderne sanke

### Transport
Neke od ovih sanki prvobitno su pokretale vučne životinje, ali je u današnje vreme verovatnije da će vuče motor (motorne sanke ili traktor). Neki koriste ljudsku snagu.
- Reč „motorne sanke“[15] je kolokvijalni izraz za snegohod
- Inuitski kamutik je jedinstveno prilagođen za putovanja po morskom ledu.[16]
- Palk (ili ahkio) su tradicionalne sanke u regionu Laponije, koje se koriste za ekspedicije, planinsko spasavanje i vojne operacije po hladnom vremenu za vuču opreme, zaliha i putnika.
- Spasilački tobogan, razvijen od palka
- Kameni čamac, poljoprivredno vozilo koje se koristi za pomeranje teških predmeta kao što su kamenje ili bale sena; može se vući traktorom.

### Rekreacija
Postoji nekoliko tipova rekreativnih sanki dizajniranih za spuštanje niz snežna brda (sankanje):
- Tobogan, izdužene sanke bez klizača, obično od drveta ili plastike, ali ponekad i od lima..[18]
- Tanjir, okrugle sanke zakrivljene poput tanjira (videti i leteći tanjir), takođe bez klizača i obično napravljene od plastike ili metala
- Fleksibilni letač, upravljive drvene sanke sa tankim metalnim klizačima[19]
- Kiksled ili iskra, sanke na ljudski pogon
- Sanke ili cev na naduvavanje, plastična membrana ispunjena vazduhom da bi se napravile veoma lagane sanke, poput unutrašnje cevi
- Klizač od pene, ravan komad izdržljive pene sa ručkama i glatkom donjom stranom
- Saonice za bek-kantri, duboke, upravljive plastične sanke za klečanje sa jastučićima i sigurnosnim pojasom
- Erboard, snežni bodibord, odnosno sanke za jednu osobu na naduvavanje.[20]

### Konkurencija
Nekoliko vrsta saonica se koristi samo za određeni sport:
- Bob sanke (brit. bob), aerodinamičko kompozitno vozilo na lakim klizačima
- Luž i skelet, male sanke za jednu ili dve osobe sa klizačima.[21][22]

### Ostalo
- Kater su otvorene, lagane saonice koje vuku konji koje obično ne primaju više od dve osobe. Razvijene su u Sjedinjenim Državama oko 1800. Istorijski stilovi su često bili prilično dekorativni.[23] Oko 1920. godine počele su trke katerima na zapadu američkih Stenovitih planina, prvo koristeći jednostavnu domaću kočiju na skijama, kasnije zamenjenu kočijom na točkovima bicikla koja je takođe vukla po snegu.[24]
- Trojka, tradicionalno rusko vozilo koje vuku tri konja, obično sanke, ali može biti i kočija na točkovima.
- Saonice ili „kameni čamac”, viđene sa kamionskom i traktorskom vučom, kao i konjskom vučom. Ravne sanke koje mogu da nose sve veće količine tereta da bi se odredilo maksimalno opterećenje koje životinja ili mašina mogu da vuku.[25]

## Literatura
- „IBSF | Tracks”. 2021-04-11. Архивирано из оригинала 2021-04-11. г. Приступљено 2021-10-24.
- „F.I.L. 2015-2016 Events Schedule, Artificial Track Luge, National Competitions with International Participation” (PDF). FÉDÉRATION INTERNATIONALE DE LUGE DE COURSE. Архивирано из оригинала (PDF) 28. 01. 2016. г. Приступљено 2016-01-22.
- „Pre-homologation test runs at YanQing Olympic Sliding Center successfully finished”. 2021-06-28. Архивирано из оригинала 2021-06-28. г. Приступљено 2021-10-24.
- „Rennschlitten- und Bobbahn Altenberg - Bahninfo, Geschichte und Technik”. Bobbahn-altenberg.de. Архивирано из оригинала 18. 07. 2014. г. Приступљено 2014-02-17.
- „Rodelbahn Bludenz”.
- „Re-opening track in Hammarstrand (SWE)”.
- „Initiated activities for revitalization and reconstruction of the Trebević bobsleigh track”. Приступљено 22. 4. 2022.
- „Turin 2006 luge track closing due to high costs”. ESPN.com. Приступљено 29. 10. 2012.
- „FIL joins list of International Federations to ban Russia from events”. www.insidethegames.biz. 2. 3. 2022.
- „Gart nominated by Russian Luge Federation for FIL Executive Board despite ban”. www.insidethegames.biz. 1. 6. 2022.
- FIL, ур. (14. 6. 2019). „Armin Zöggeler new Member of Hall of Fame”. fil-luge.org. Приступљено 18. 6. 2019.
- „Luge”. Australian Olympic Committee. Приступљено 16. 2. 2018.
- „Women & the Winter Olympics”. topend sports. Приступљено 16. 2. 2018.
- „Qualification Systems for XXIII Olympic Winter Games, PyeongChang” (PDF). fil-luge.org. Архивирано из оригинала (PDF) 14. 11. 2017. г. Приступљено 16. 2. 2018.
- „Olympic Analytics - Medals by Countries”. olympanalyt.com. Приступљено 2022-02-20.
- List of Olympic medalists in luge from the IOC. - accessed 17 February 2010.
- „Luge Equipment and History”. Olympic.org. International Olympic Committee. Архивирано из оригинала 8. 1. 2010. г. Приступљено 1. 4. 2010.
- Kubatko, Justin. „Luge at the 1964 Innsbruck Winter Games”. Olympics at Sports-Reference.com. Sports Reference LLC. Архивирано из оригинала 17. 4. 2020. г. Приступљено 1. 4. 2010.
- „International Luge Federation”. Olympic.org. International Olympic Committee. Архивирано из оригинала 8. 4. 2010. г. Приступљено 1. 4. 2010.
- „Luge: About discipline”. sochi2014.com. Organizing Committee of the XXII Olympic Winter Games and XI Paralympic Winter Games of 2014 in Sochi. Приступљено 9. 2. 2014.
- „Records and medals at the Olympic Winter Games” (PDF). Olympic.org. International Olympic Committee. октобар 2009. Приступљено 1. 4. 2010.
- Kubatko, Justin. „Luge at the 1968 Grenoble Winter Games”. Olympics at Sports-Reference.com. Sports Reference LLC. Архивирано из оригинала 18. 4. 2020. г. Приступљено 2. 4. 2010.
- „Preview: Doubles luge”. Canadian Luge Association. 16. 2. 2010. Архивирано из оригинала 6. 7. 2011. г. Приступљено 10. 4. 2010.